# مولن (مکلنبورگ-فورپومرن)
مولن (به آلمانی: Mölln) یک شهر در آلمان است که در مکلنبورگیشه زنپلاته واقع شده‌است. مولن  ۵۷۵ نفر جمعیت دارد.